# داوطلبان مقاومت ضد ژاپنی در چین
داوطلبان مقاومت ضد ژاپنی در چین (انگلیسی: Anti-Japanese resistance volunteers in China) پس از حمله ژاپن به منچوری، و تا سال ۱۹۳۳، ارتش‌های بزرگ داوطلب علیه امپراتوری ژاپن و مانچوکوئو جنگ کردند.
به دلیل سیاست عدم مقاومت چیانگ کای شک، ژاپنی‌ها خیلی زود توانستند کنترل کامل برقرار کنند. پس از اینکه اتحادیه جامعه ملل حاضر به انجام کاری بیش از بیان مخالفت خود نبود، بسیاری از سازمانهای کوچک چریکی وجود داشتند که در برابر حکومت ژاپن و مانچوکوئو مقاومت می‌کردند.